# Ministerio de Tierras y Recursos Naturales (Tonga)
El Ministerio de Tierras y Recursos Naturales es el ministerio del gobierno del Reino de Tonga que tiene la responsabilidad de gestionar las tierras, y los recursos minerales y energéticos. Así como, el desarrollo e implementación de programas para el medio ambiente. Las actividades del Ministerio se llevan a cabo a través de servicios de operación y soporte técnico tales como topografía, dibujo, computación, planificación física y geología.

## Estructura
- Ma'afu Tukui'aulahi - Ministro de Tierras y Recursos Naturales, Ministro de las Fuerzas Armadas
- Rosamond Bing - Directora Ejecutiva[4][5][6]